# Parachydaeopsis shaanxiensis
Parachydaeopsis shaanxiensis is een keversoort uit de familie van de boktorren (Cerambycidae). De wetenschappelijke naam van de soort werd voor het eerst geldig gepubliceerd in 2002 door Wang & Chiang.